# محار جيوداك
محار جيوداك (بالإنجليزية: Geoduck)‏ (الاسم العلمي: Panopea generosa) هو نوع من المحار الملزمي كبير الحجم يعيش في المياه المالحة.
يعود أصل محار جيوداك إلى المياه الساحلية غرب كندا وشمال غرب الولايات المتحدة. يتراوح طول قوقعته من 15 سنتيمتر (5.9 بوصة) إلى أكثر من 20 سنتيمتر (7.9 بوصة)، ولكن طوله الإجمالي قد يبلغ أكثر من ذلك بكثير، فبعضها يمتلك مثعب (كناية عن العنق عند الرخويات) طويل للغاية، فيمكن أن يصل طول المثعب لوحده 1 متر (3.3 قدم). لذلك يعتبر محار جيوداك أكبر محار حفّار في العالم. من ناحية أخرى يعتبر جيوداك أحد أطول الكائنات عمراً، فله متوسط عمر يبلغ 140 عامًا، وقد جرى تسجيل أحد أكبرها عمرًا وقد بلغ 168 عامًا.

## أصل التسمية

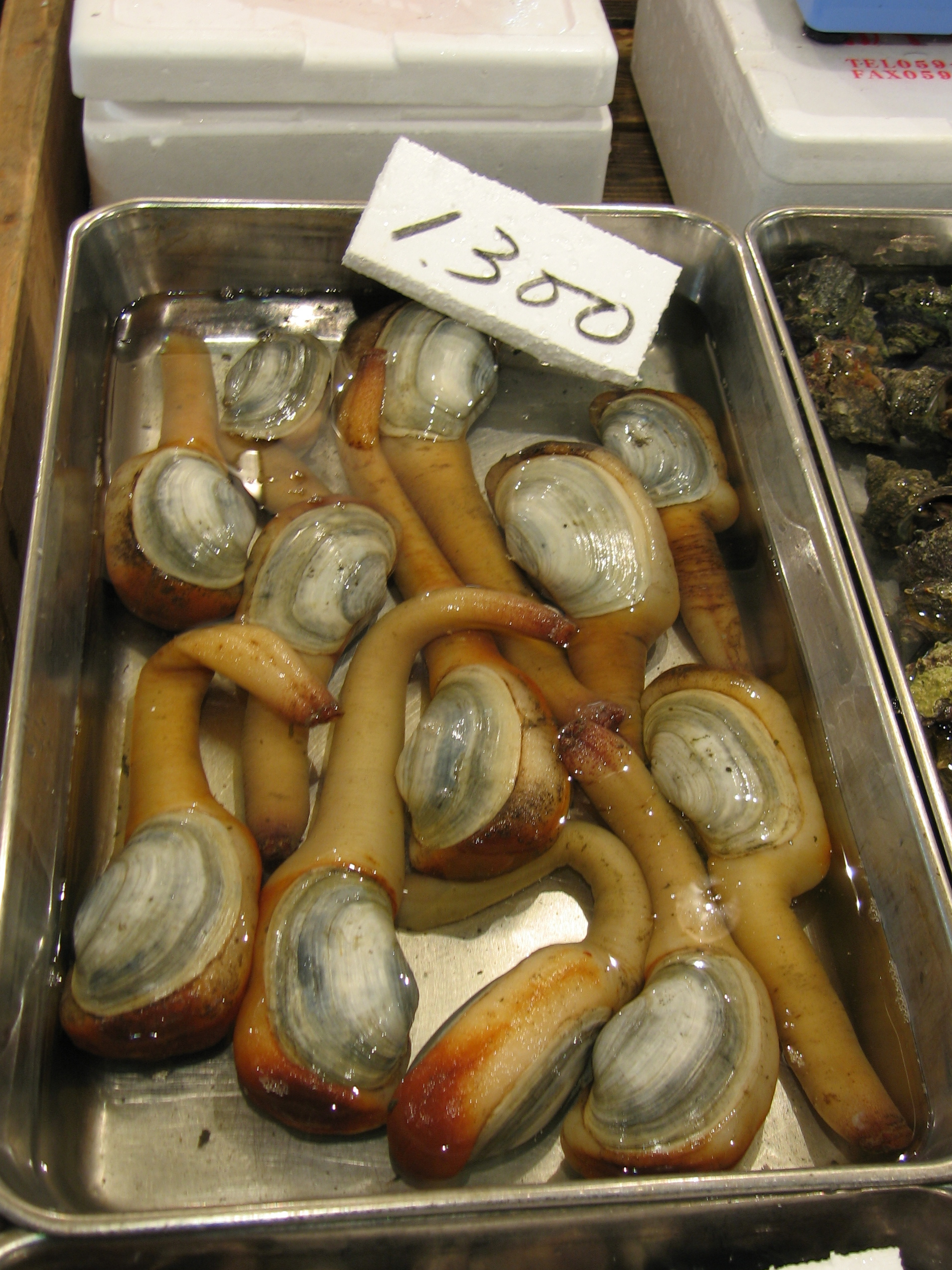
محار جيوداك معروض للبيع في سوق تسوكيجي للأسماك في طوكيو

يُذكر أن لفظة «جيوداك» في أصلها مستمدة من كلمة «gʷídəq» وهي من مفردات لغة لوشوتسيد (Lushootseed) لقبيلة نيسكوالي من قبائل السكان الأصليين للولايات المتحدة. وفي تسميات أخرى، يُعرف جيوداك أحيانًا باسم «بطة الطين» أو «المحار الملك» وأحيانًا عند ترجمته حرفيًا من الصينية يُعرف بـ «محار خرطوم الفيل».
في الفترة الممتدة بين عامي 1983 و2010، كان هناك خلط في الأدبيات العلمية بين الاسم العلمي لجيوداك واسم محار منقرض يسمى «Panopea abrupta» موصوف من قبل (كونراد، 1849).

## في علم الأحياء
تعتبر هذه الرخويات البحرية ذوات الصدفتين أكبر محار حفّار في العالم، تعيش في موطنها على الساحل الغربي لكندا والساحل الشمالي الغربي للولايات المتحدة (بشكل رئيسي ولاية واشنطن). ويعيش في نيوزلندا نوع آخر قريب منها يُعرف بمحار جيوداك النيوزلندي [الإنجليزية]، قد جرى حصاده وبيعه تجاريًا منذ العام 1989، وتأتي أكبر كمياته من الخليج الذهبي في الجزيرة الجنوبية، فقد حُصد 100 طن منه في عامٍ واحد.
أقدم عينة مسجّلة جرى العثور عليها كان عمرها 168 سنة، لكن بالعادة ما يعيش الأفراد منها حتى 140 سنة. تعيش على العوالق البحرية التي تمتصها مع الماء بواسطة مثعبها الطويل، فتقوم بتصفية الغذاء وتُخرج نفاياته من خلال فتحة منفصلة في المثعب.
يتهدد البالغة منها عدد قليل من المُفترسات الطبيعية، وهذا قد يعتبر أحد أسباب عمرها الطويل. لكن في ألاسكا مثلاً، ثبت أن حيوانات القضاعة البحرية والقرشيات الكلبية قادرة على استخراج محار الجيودك؛ كذلك فإن نجم البحر يتغذى على مثعب جيوداك المكشوف.